# Marmoulak
Pour plus de détails, voir Fiche technique et Distribution.
Marmoulak (مارمولک, litt. « le lézard ») est une  comédie iranienne réalisée par Kamal Tabrizi en 2004.
Sous l’apparence d’une  comédie, le film souligne des points sérieux au sujet du clergé, de la religion, la société iranienne, et la vie en général. À cause des attaques remarquées contre les clercs, le film se trouve sur la liste des  interdits au cinéma en Iran après un mois d’affichage. Malgré son écran de courte durée, le film bat le record du box office iranien et est  demeuré en tête du box office jusqu’à Atash Bas (Le cessez-le-feu) de Tahmineh Milani.

## Synopsis
Reza Marmoulak, personnage principal, est un voleur connu dans le milieu des criminels pour son habileté à escalader les murs (d’où son surnom de "Marmoulak", ou "le lézard" en Persan). Tout au début du film, il est arrêté et inculpé pour un vol à main armée, crime qu’il n’a pas vraiment commis, comme il sera révélé au cours du film. Néanmoins, il est condamné à aller en prison où il se trouve devant un gardien très sévère et cruel qui dit que son intention est de  «faire de Reza une personne», de l'amener à se repentir pour être accepté au paradis, et ce par force, si nécessaire. 

Reza est un prisonnier très agité, au point de voler des médicaments à l’infirmerie afin de se suicider. Mais il n’arrive pas à mettre son projet à exécution car il est stoppé par un prisonnier qui partage sa cellule qui, en essayant de l’empêcher, casse le flacon de pilules et le blesse gravement au bras. Reza est envoyé à l’hôpital où il rencontre un clerc, aussi hospitalisé, qui s’appelle également Reza. Ils deviennent amis. Reza Marmoulak surmonte son antipathie envers le clergé islamique et accepte le mollah une fois que ce dernier lui a confié une grande révélation qu’il gardera en tête durant tout le reste du film : «Il y a autant de chemins qui mènent à Dieu qu’il y a d'humains à travers le monde.»
Avant d’être ramené en prison, Reza Marmoulak vole les vêtements du clerc.  Se faisant ainsi passer pour lui, il arrive à s’enfuir de la prison et appelle un de ses amis qui lui dit de se rendre à un petit village à la frontière et de contacter un homme qui lui donnera un faux passeport pour pouvoir s’évader du pays. Entretemps, le gardien de prison s’aperçoit que Reza est en fuite, et considérant cette évasion comme une affaire personnelle, pourchasse le criminel jusqu'au village frontalier. 
Arrivant au village par train, Reza est pris pour  le nouveau mollah de la mosquée par des villageois. Le reste du film relate les tentatives de Reza pour contacter le milieu criminel afin d’obtenir le faux passeport, pendant que la police dirigée par le gardien de prison le pourchasse. Durant tout ce temps, Reza essaie d’éviter que les villageois ne découvrent sa véritable situation, et devient au contraire une sorte un héros à leurs yeux car ils interprètent ses tentatives de se procurer un faux passeport comme un acte de bienveillance et de charité envers les pauvres. Son comportement attire les louanges et convainc ceux qui avaient abandonné la foi de revenir à la mosquée pour écouter son sermon, fondé essentiellement sur son court entretien avec le clerc à l’hôpital de la prison. 
Reza tombe finalement aux mains du gardien et est arrêté lors d'une soirée de célébration religieuse à la mosquée. Il laisse sa robe de clerc à un petit garçon qui l’a observé durant tout le film et suit sans résister le gardien et l’officier de police qui le ramènent en prison à Téhéran. Le film finit sur une scène à l’intérieur de la mosquée. La caméra recule lentement tandis qu'on entend une voix off d’homme chanter et qu'on voit les nombreux assistants venus à la prière pour écouter Reza Marmoulak se tourner tranquillement pour regarder un objet inconnu hors champ. L’image se fige, et on entend encore une fois de la bouche de Reza Marmoulak les mots prononcés par le mollah à l’hôpital : «Il y a autant de chemins qui mènent à Dieu qu’il y a d'humains à travers le monde.»

## Sortie du film
Le film est sorti deux mois après son achèvement, non sans difficultés car beaucoup de clercs le trouvaient offensant. La sortie a eu lieu en Iran pour les fêtes de Norouz. Le film a connu un grand succès au box office bien qu'il ne soit resté qu'un mois à l'affiche. Beaucoup n'ont pas pu le voir en salle, et se sont rabattus sur des copies illégales filmées pendant la projection par des spectateurs plus chanceux avec leurs portables.

## Fiche technique
- Réalisation : Kamal Tabrizi
- Scénario : Peiman Ghasem-khani
- Montage : Hossein Zandbaf
- Musique : Mohammad Reza Aligholi
- Producteur : Manouchehr Mohammadi
- Pays d’origine : Iran
- Langue : Persan
- Format : 35 mm
- Genre : Comédie
- Durée : 115 minutes
- Date de sortie : 2004

## Distribution
- Parviz Parastui : Reza Marmoulak
- Bahram Ibrahimi
- Shahrokh Foroutanian
- Farideh Sepah Mansour
- Maedeh Tahmasebi
- Ali Abedini
- Rana Azadivar
- Bahram Ebrahimi
- Mehran Rajabi
- Reza Saeedi[1]
- Naqi Seif-Jamali